# Технологічна печера (Росія, Алтай)
Технологічна печера (рос. Технологическая) — печера на Алтаї, Алтайський край, Росія.  Загальна протяжність — 320 м. Глибина печери — 120 м, амплітуда висот — 120 м; загальна площа — N/A м²; об'єм — N/A м³.  Печера відноситься до Західноалтайської області Алтайської провінції Алтай-Саянської спелеологічної країни. Кадастровий номер 5144/8533-2.